# Lo sviluppo del capitalismo in Russia
Lo sviluppo del capitalismo in Russia (in russo: Развитие капитализма в России) è una delle prime opere politiche di Lenin, un saggio scritto quando egli si trovava in esilio in Siberia e pubblicato nel 1899 sotto lo pseudonimo "Vladimir Ilyin". L'opera stabilì la reputazione di Lenin come uno dei massimi teorici del marxismo.

## Descrizione
Nel saggio Lenin attacca i "populisti" (narodniki) che affermano come la Russia possa saltare la fase del capitalismo in quanto le comuni rurali possono servire come base per il passaggio diretto al comunismo. Contro queste opinioni, Lenin argomenta che le comunità rurali sono state già spazzate via dal capitalismo e che le statistiche mostrano come il feudalesimo stia già morendo in Russia. Lenin evidenzia la crescita di un mercato nazionale dei beni in Russia in sostituzione dei mercati locali, la tendenza a colture da reddito, piuttosto che fare affidamento su un'agricoltura di sussistenza, e di una crescita individuale piuttosto che in comune proprietà. Infine, egli fa notare la crescita delle divisioni di classe tra i contadini, con una crescente separazione tra borghesi rurali proprietari terrieri e il proletariato contadino, per lo più senza terra. Lenin auspica una comunità di interessi tra proletariato urbano e rurale e la possibilità di un'alleanza tra operai e contadini contro i rappresentanti del capitale.